# Sifonocríptides
Els sifonocríptides (Siphonocryptida) són un ordre de diplòpodes quilognats del clade Colobognatha amb només set espècies descrites, essent el segon ordre de diplòpodes més petit, només superat per Siphoniulida, amb dues espècies.

## Taxonomia
L'ordre inclou dos gèneres i set espècies:
- Hirudicryptus Enghoff & Golovatch, 1995
  - Hirudicryptus canariensis (Loksa, 1967) - Illes Canàries
  - Hirudicryptus taiwanensis Korsós et al., 2008 - Taiwan
  - Hirudicryptus quintumelementum Korsós et al., 2009 - Tibet
  - Hirudicryptus abchasicus Golovatch, Evsyukov & Reip, 2015 - NW Caucas
- Siphonocryptus Pocock, 1894
  - Siphonocryptus compactus Pocock, 1894 - Sumatra
  - Siphonocryptus latior Enghoff & Golovatch, 1995 - Malàisia
  - Siphonocryptus zigzag Enghoff, 2010 - Malaysia